# Nunc dimittis
Nunc dimittis (Kantyk Symeona) – pieśń, którą według Ewangelii Łukasza 2:29–32 Symeon wyśpiewał, biorąc małego Jezusa na ręce. W Septuagincie pieśń ta stanowi szóstą Odę.

## Tekst
Teraz o Panie, pozwól odejść Twemu słudze w pokoju według Twego Słowa. 
Bo moje oczy ujrzały Twoje zbawienie, które przygotowałeś wobec wszystkich narodów. 
Światło na oświecenie pogan i chwałę Ludu Twego, Izraela.

## Opracowania muzyczne
Nunc dimittis opracowywane było wielokrotnie przez kompozytorów, gdyż w liturgii katolickiej stanowi część brewiarzowej modlitwy wieczornej, komplety (completorium). Opracowania tego tekstu powstawały bądź jako pojedynczy utwór (wtedy wykonywany był w połączeniu z innymi kompozycjami do pozostałych tekstów z komplety), bądź też jako jedna z części całościowo opracowanego Completorium. Oczywiście istnieją śpiewy gregoriańskie z tym tekstem. Do wybitnych kompozytorów, którzy go opracowali, należy np. Giovanni Pierluigi da Palestrina, Felix Mendelssohn-Bartholdy czy Arvo Pärt.
W liturgii anglikańskiej kantyk ten jest łączony z Magnificatem w Evening prayer. Muzykę do tego tekstu skomponował m.in. Thomas Tallis, William Byrd czy Henry Purcell.
Kantata Johanna Sebastiana Bacha Ich habe genug jest także oparta na kantyku Symeona.
W Polsce muzykę do Nunc dimittis (w ramach Completorium) napisał m.in. Grzegorz Gerwazy Gorczycki, Stanisław Sylwester Szarzyński, Paweł Łukaszewski oraz Stefan Wesołowski.

## Nawiązania
Do Nunc dimittis bezpośrednio nawiązał Adam Mickiewicz w Panu Tadeuszu, opisując ostatnie chwile Jacka Soplicy:
Jacek, słuchając, cicho odmówił modlitwy,

Przycisnąwszy do piersi święconą gromnicę,

Podniosł w niebo zatlone nadzieją źrenice

I zalał się ostatnich łez rozkosznych zdrojem:

"Teraz – rzekł – Panie, sługę Twego puść z pokojem!"
Jan Paweł II w swym testamencie (w dopisku zrobionym w marcu 2000 roku podczas odprawiania rekolekcji wielkopostnych), przywołując ten kantyk, używa pierwszych słów jego łacińskiej wersji: „Nunc dimittis” (tymi słowami rozpoczyna się kantyk Symeona w wersji zamieszczonej w łacińskim brewiarzu – tę modlitwę Jan Paweł II odmawiał codziennie wieczorem przed udaniem się na spoczynek). Papież, prowadząc rozważania o swojej ewentualnej śmierci i zakończeniu posługi, zastanawia się, czy tak jak Symeon, zobaczywszy Jezusa, wypowiedział słowa kantyku, tak on sam wprowadziwszy Kościół w III tysiąclecie (czym wypełnił swoje zadanie jako Biskup Rzymu) powinien wypowiedzieć te same słowa. Pierwsze relacje dziennikarskie po upublicznieniu tego testamentu (7 kwietnia 2005 roku) w błędny sposób dokonywały tłumaczenia z języka łacińskiego. Nieznający łaciny dziennikarze tłumaczyli słowa „Nunc dimittis” jako „Nigdy nie podam się do dymisji”, co w sposób oczywisty wypaczało ich sens.